# Australolacerta
Australolacerta é um género de répteis escamados pertencente à família Lacertidae.

## Espécies
- Australolacerta australis
- Australolacerta rupicola